# Oncideres germarii
Oncideres germarii là một loài bọ cánh cứng trong họ Cerambycidae.